# Де-Дурнс
Де-Дурнс (африк. и англ. De Doorns) — город на юго-западе Южно-Африканской Республики, на территории Западно-Капской провинции. Входит в состав района Кейп-Вайнлендс. Является частью местного муниципалитета Бриде-Валли. Состоит из трёх частей: собственно Де-Дурнс, Хесси-Сквер и Экупумелени.

## История
Поселение, из которого позднее вырос город, было основано на землях фермы De Doorns boven aan de Hex Rivier, существовавшей уже в 1725 году. В 1933 году поселение получило статус сельской общины, а в 1951 году — статус муниципалитета.

## Географическое положение
Город расположен в западной части провинции, в долине реки Хексрифир (приток реки Бриде), на расстоянии приблизительно 107 километров (по прямой) к северо-востоку от Кейптауна, административного центра провинции. Абсолютная высота — 554 метра над уровнем моря.

## Климат
Климат города субтропический средиземноморский. Среднегодовое количество осадков — 254 мм. Наибольшее количество осадков выпадает в период с апреля по октябрь. Средний максимум температуры воздуха варьируется от 13,8 °C (в июле), до 26,7 °C (в феврале). Самым холодным месяцем в году является июль. Средняя минимальная ночная температура для этого месяца составляет 2,6 °C.

## Население
По данным официальной переписи 2001 года, население составляло 8675 человек, из которых мужчины составляли 46,63 %, женщины — соответственно 53,37 %. В расовом отношении цветные составляли 47,32 % от населения города, негры — 44,17 %, белые — 8,51 %. Наиболее распространёнными среди горожан языками были: африкаанс (57,37 %), коса (36,97 %), сесото (4,77 %) и английский (0,86 %).

Согласно данным, полученным в ходе проведения официальной переписи 2011 года, совокупное население Де-Дурнса, Хесси-Сквера и Экупумелени составляло 11 278 человек, из которых мужчины составляли 47,07 %, женщины — соответственно 52,93 %. В расовом отношении цветные составляли 51,53 % от населения города, негры — 40,03 %; белые — 5,97 %; азиаты (в том числе индийцы) — 0,64 %, представители других рас — 1,87 %. Наиболее распространёнными среди жителей города языками являлись: африкаанс (63,01 %), коса (24,84 %), сесото (3,69 %), английский (2,48 %).

## Транспорт
Через город проходит национальная автотрасса N1. Имеется железнодорожная станция.